# Ken (unità di misura)

Un butsuden zen ha 5 ken di diagonale

Il ken (間?) è un'unità di lunghezza giapponese tradizionale, uguale a sei piedi giapponesi (shaku). Il valore esatto è variato nel tempo e nel luogo, ma generalmente è stato un po' più corto di 2 metri. Ora è standardizzato come 20/11 di metro.
Sebbene sia in gran parte soppiantato dal sistema metrico, questa unità è una misura comune nell'architettura giapponese, dove viene utilizzata come proporzione per gli intervalli tra i pilastri degli edifici tradizionali. In questo contesto, è comunemente tradotto come "campata" o "insenatura". La lunghezza appare anche in altri contesti, come la lunghezza standard del Bō delle arti marziali giapponesi e le dimensioni standard dei tatami. Poiché questi sono usati per coprire i pavimenti della maggior parte delle case giapponesi, le superfici dei pavimenti sono ancora comunemente misurate non in metri quadrati ma in "tatami" che equivalgono a metà di un ken quadrato.

## La parola

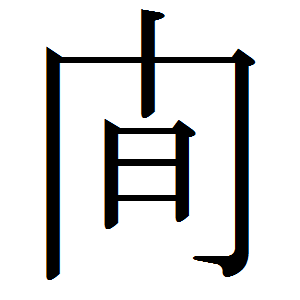
Ryakuji giapponese "carattere abbreviato" per 間.

Tra i prestiti in romanji di origine giapponese, sia ken che ma derivano dallo stesso carattere 間.
Questo kanji combina graficamente 門 "porta" e 日 "sole". La precedente variant character 閒 era scritta con 月 "luna" piuttosto che "sole", raffigurante "una 門 porta attraverso una fessura in cui 月 la luce della luna fa capolino".
Le diverse pronunce giapponesi di 間 include on'yomi Letture sino-cinesi (da jian 間 o 间 "camera; fra; spazio; intervallo") di kan "intervallo; spazio; fra; tra; discordia; opportunità favorevole" o ken "sei piedi"; e kun'yomi letture giapponesi native di ai "intervallo; fra; medio", aida o awai "spazio; intervallo; fra; tra; a metà strada; sulla strada; distanza; tempo; periodo; relazione", o ma "spazio; stanza; intervallo; pausa; riposo (in musica); tempo; un po'; tempo libero; fortuna; temporizzazione; armonia".

## Storia

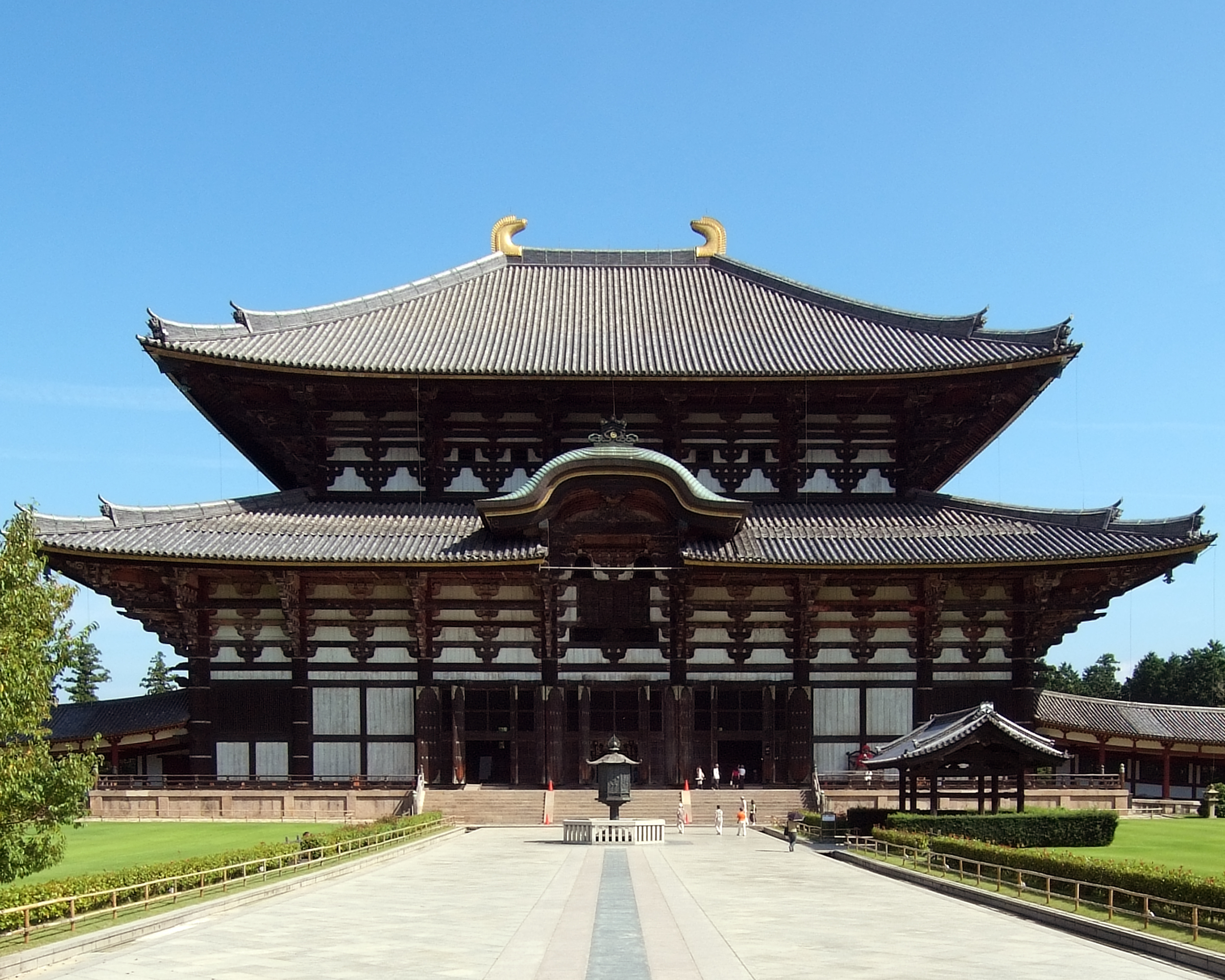
La facciata del Kon-dō del Tōdai-ji ha 7 ken di diametro

Il ken è basato sul jian cinese. Usa lo stesso carattere cinese del kan coreano.
Le proporzioni di un edificio erano (e, fino a un certo punto, lo sono ancora) misurate in ken, come nel caso del Konponchū-dō (Sala principale) dell'Enryaku-ji, che misura 11 × 6 insenature (37,60 m × 23,92 m) , di cui 11 × 4 sono dedicati ai fedeli. All'interno degli edifici, lo spazio disponibile era spesso diviso in quadrati di un ken di diametro opposto, e ogni quadrato veniva chiamato ma (間?), il termine scritto con lo stesso carattere cinese di ken. Gli edifici tradizionali di solito misurano un numero dispari di insenature, ad esempio 3×3 o 5×5. Un tipo di porta del tempio chiamato rōmon può avere dimensioni che vanno da 5×2 alle più comuni 3×2 insenature fino ad 1×1. Il butsuden zen nell'illustrazione misura 5×5 ken attraverso l'esterno perché il suo nucleo 3×3 ken (moya) è circondato da un corridoio 1-ken chiamato hisashi.
Il valore di un ken potrebbe cambiare da un edificio all'altro, ma di solito viene mantenuto costante all'interno della stessa struttura. Possono tuttavia esserci delle eccezioni. Ad esempio, le dimensioni minuscole del Kasuga Taisha sono 1×1 in ken, ma 1.9 × 2.6 in metri. Nel caso dell’Honden del santuario di Izumo Taisha, un ken è 6,32 m, ben al di sopra del suo valore standard.
La distanza tra i pilastri è stata standardizzata molto presto e ha iniziato ad essere utilizzata come unità di misura. In particolare, la superficie è stata misurata utilizzando il ken come base. L'unità è nata dalla necessità di misurare la superficie del terreno per calcolare le tasse. Ai tempi di Toyotomi Hideyoshi (XVI secolo), il ken era di circa 1,97 m, ma intorno al 1650 lo shogunato Tokugawa lo ridusse a 1,818 m specificamente per aumentare le tasse. Dopo il periodo Edo, il ken ha iniziato a essere chiamato kyōma (京間?).